# Troy Murphy (Freestyle-Skier)
Troy Murphy (* 13. Juni 1992) ist ein ehemaliger US-amerikanischer Freestyle-Skier. Er startete in den Buckelpisten-Disziplinen  Moguls und Dual Moguls.

## Werdegang
Murphy nahm von 2009 bis 2014 vorwiegend am Nor-Am Cup teil. Seine beste Platzierung dabei war der zweite Platz im Moguls-Wettbewerb im Februar 2014 in Apex. Im Weltcup debütierte er am 19. Januar 2012 in Lake Placid und belegte dabei den 20. Platz im Moguls. Bei den Juniorenweltmeisterschaften 2012 in Chiesa in Valmalenco wurde er Fünfter im Dual Moguls. In der Saison 2014/15 erreichte er im Weltcup vier Top-10-Platzierungen und errang damit den 11. Platz in der Moguls-Disziplinenwertung. Beim Saisonhöhepunkt, den Weltmeisterschaften 2015 am Kreischberg, kam er auf den 27. Platz im Dual Moguls und auf den 11. Platz im Moguls-Wettbewerb. Ende März 2015 wurde er US-amerikanischer Moguls-Meister.
In der Saison 2016/17 schaffte Murphy mit sechs Top-10-Platzierungen der sechste Platz in der Moguls-Disziplinenwertung. Bei den Weltmeisterschaften 2017 in der Sierra Nevada belegte er den 22. Platz im Moguls und den 11. Rang im Dual Moguls. Am 21. Dezember 2017 fuhr er im Moguls-Wettbewerb von Thaiwoo auf den dritten Platz und erzielte damit die erste Weltcup-Podestplatzierung. Bei den Olympischen Winterspielen 2018 in Pyeongchang errang er den 17. Platz im Moguls.
Murphy nahm an 49 Weltcups teil und kam dabei 16-mal unter den ersten zehn.

## Erfolge

### Olympische Spiele
- Pyeongchang 2018: 17. Moguls

### Weltmeisterschaften
- Kreischberg 2015: 11. Moguls, 27. Dual Moguls
- Sierra Nevada 2017: 11. Dual Moguls, 22. Moguls

### Weltcup
Murphy errang im Weltcup einen Podestplatz.
Weltcupwertungen:
| Saison  | Gesamt | Gesamt | Moguls | Moguls |
| Saison  | Platz  | Punkte | Platz  | Punkte |
| ------- | ------ | ------ | ------ | ------ |
| 2011/12 | 233.   | 1      | 54.    | 11     |
| 2013/14 | 86.    | 15     | 16.    | 162    |
| 2014/15 | 39.    | 24     | 11.    | 216    |
| 2015/16 | 178.   | 3,50   | 35.    | 28     |
| 2016/17 | 37.    | 27,45  | 6.     | 302    |
| 2017/18 | 81.    | 17,4   | 14.    | 174    |

### Juniorenweltmeisterschaften
- Chiesa in Valmalenco 2012: 5. Dual Moguls

### Weitere Erfolge
- 1 US-amerikanischer Meistertitel (Moguls 2015)
- 1 Podestplatz im Nor-Am Cup